# 广仁王庙
34°43′49″N 110°40′55″E / 34.73028°N 110.68194°E
广仁王庙又称五龙庙，位于中国山西省运城市芮城县城北的古魏镇中龙泉村，毗邻永乐宫现址。正殿建于唐大和六年（832年），是中国现存三座完整唐代木构建筑中第二古老的，仅次于山西省忻州市五台县南禅寺大殿（782年），2001年被列为第五批全国重点文物保护单位。
广仁王庙为民间用于祈雨的龙王庙。其庙内供奉龙泉之神“广仁王”。因殿前土坡下原有五龙泉水前涌出，故当地群众也俗称其为“五龙庙”。

## 建筑
广仁王庙坐北朝南，由戏台、厢房（已不存）和正殿组成。戏台为清代重建。
正殿面阔五间，进深三间四架椽，单檐歇山顶。通面阔11.47米，进深4.92米，台基高1.2米。殿共有檐柱16根，殿内无柱。殿前无月台，正面两面次间为破子棂窗殿。殿虽面阔五间，但稍间宽度不及次间的一半宽，所以整体并无普通五间殿宇之宽大。殿出檐对比同时期建筑较短，正脊偏长，很可能是后世改造的缘故。
正殿柱上施阑额无普拍枋，转角处阑额不出头。斗栱位于柱头，并无补间铺作。柱头铺作为五铺作出双杪，偷心造。两跳华栱直接承托替木和撩风槫。其形制为拱枋重复式扶壁拱（此种重复式扶壁拱为北方地区早期建筑中的孤例，是一种古老的扶壁拱形式）。 殿内梁架为彻上明造，四椽栿通达殿前后檐外，部分伸出制成二跳华拱。栿上设驼峰，其上大斗承托平梁。平梁之上设蜀柱及叉手，其上大斗和令栱承托脊槫。山面为斗栱结构承托丁栿，其平搭在四椽栿上以支撑平梁与枋。此殿并无歇山缝梁架。殿内梁架上有后世的乾隆、光绪年间修缮题记。殿正面外墙两侧原本嵌有四块碑，其中右侧两通为唐碑，最右侧一碑为《广仁王龙泉记》唐宪宗元和三年（808年）所立。河东裴少微书，记载了县令于公凿引龙泉之水灌溉农田的事迹。另一碑为《龙泉记》唐文宗大和六年（832年）所立，其记载了扩建修缮五龙庙始末。目前四块碑被移到殿后方墙上嵌入。
梁架上题记：左侧“时光绪三十二年岁次丙午六月上浣之吉五社人重修广仁王庙吉祥如意”，正中“一九五八年十一月十九日山西省文物管理委员会 芮城县人民委员会 重修广仁王庙纪念”，右侧“大清乾隆十年岁次三月初六日重修广仁王庙大吉”。文物杂志1959年11期“山西中条山南五龙庙” 中作者酒冠五实地考察时称 "每一根柱子底下，都有方形柱础，上大下小两层叠置, 埋在基槽中，其中有一块上层正面有桟雕人物，线条简练有力" 其附上拓片照片为两位疑似供养人，左女性手握一株疑似长茎莲花，右男性手握疑似笏板。二者面相中间疑似莲花的图案。莲花和供养人常见于佛教石刻，此类图案与此殿供封对象不符。

### 重要性
贺大龙在其文章中强调了此殿的重要性：
1. 其结构反映出唐代建筑特点，其用材及建筑尺度，比例，特别是屋架举折与南禅寺寺大殿和佛光寺东大殿最接近
2. 无耍头，令拱的做法可与敦煌壁画对照，保留了早期铺作制度的形制
3. 其矩形直头泥道栱是汉代，隋代拱头式样的遗痕
4. 拱枋重复式扶壁拱早于南方地区100余年，证实在北方地区建筑体系中唐代或更早已有之
5. 无头栿缝架的构造，为说明厦两头（歇山顶）造系由不厦两头（悬山顶）和庑殿顶发展而成的推论提供了实证参考

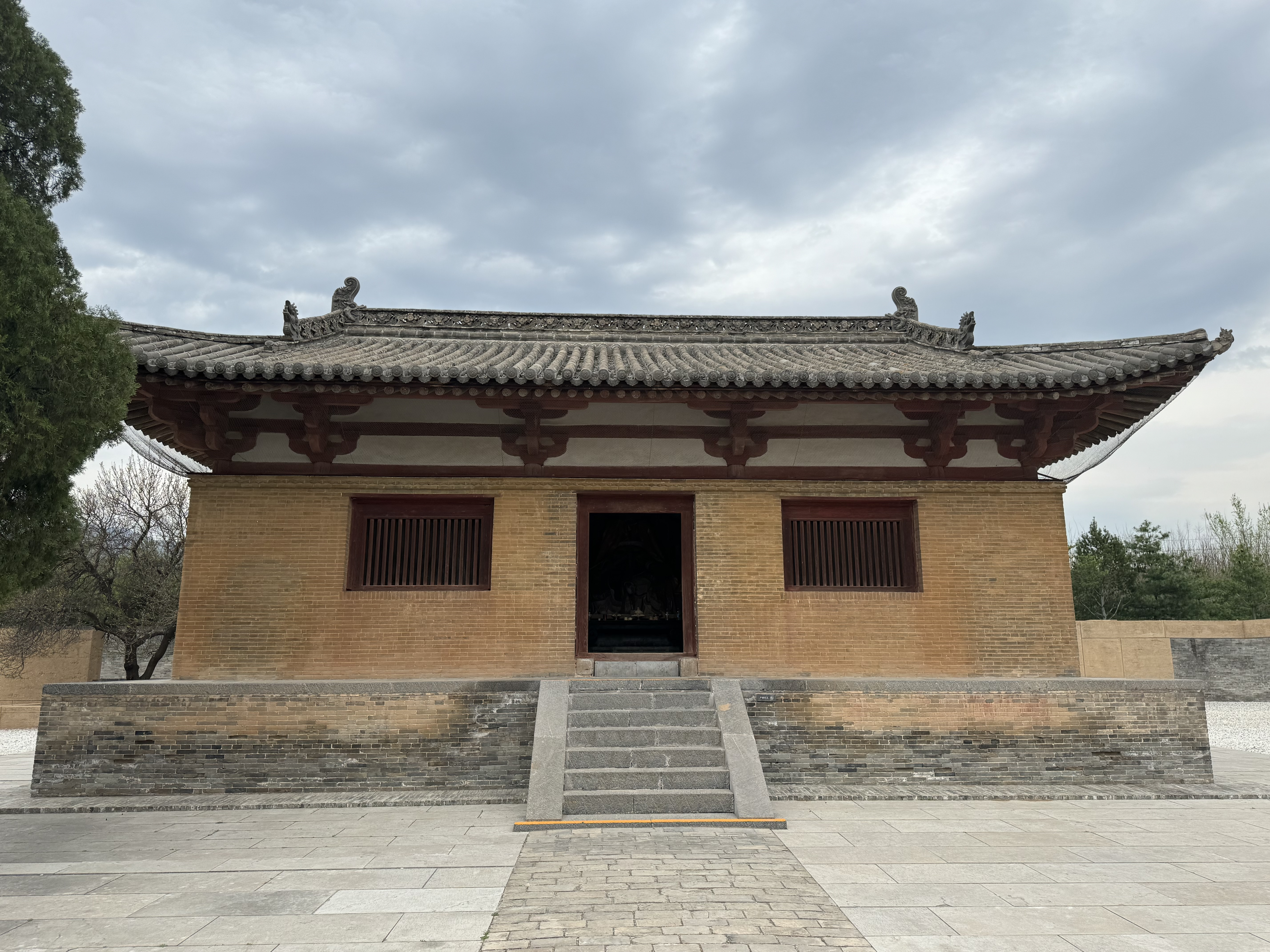
正殿
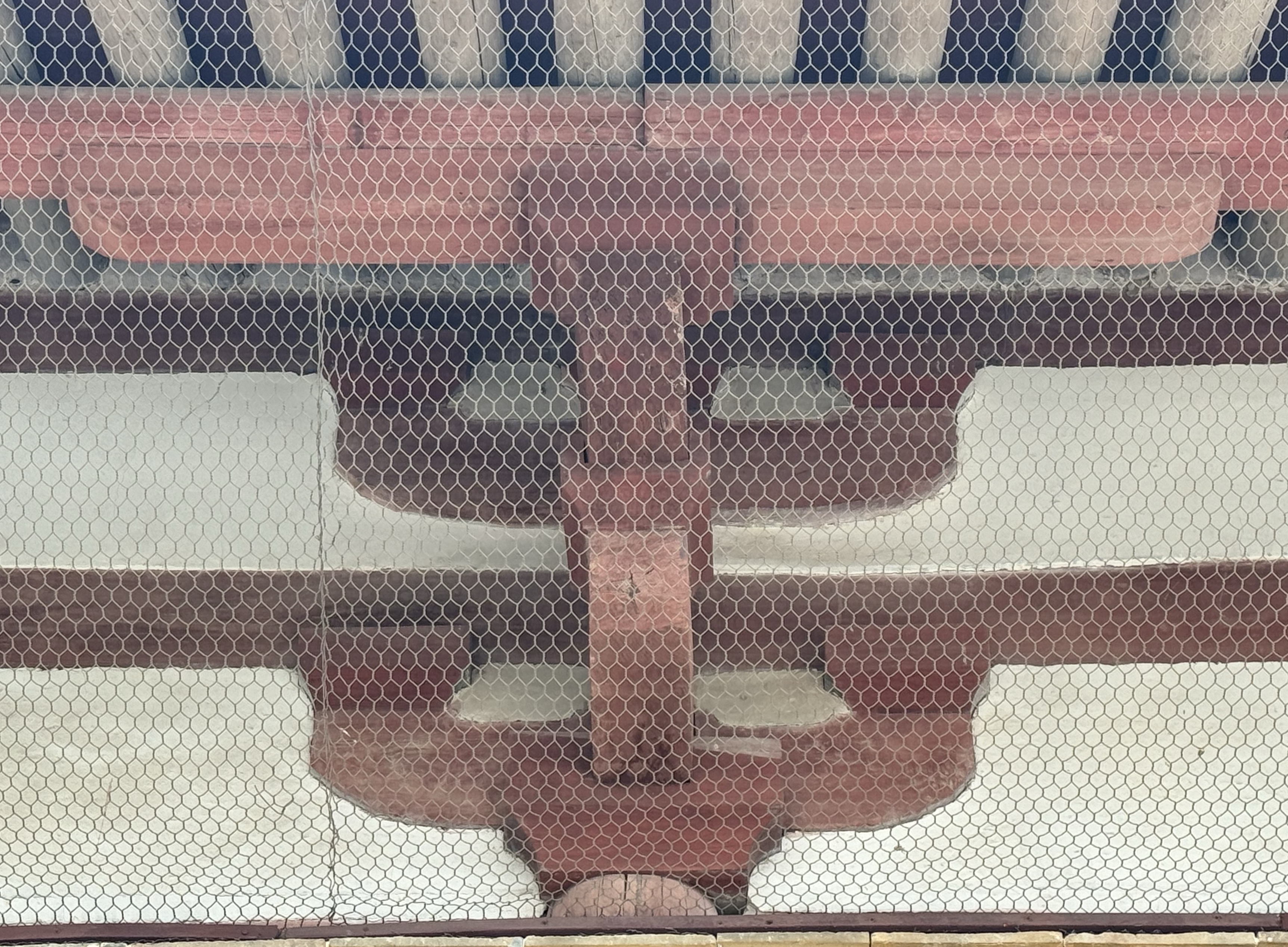
柱头铺作
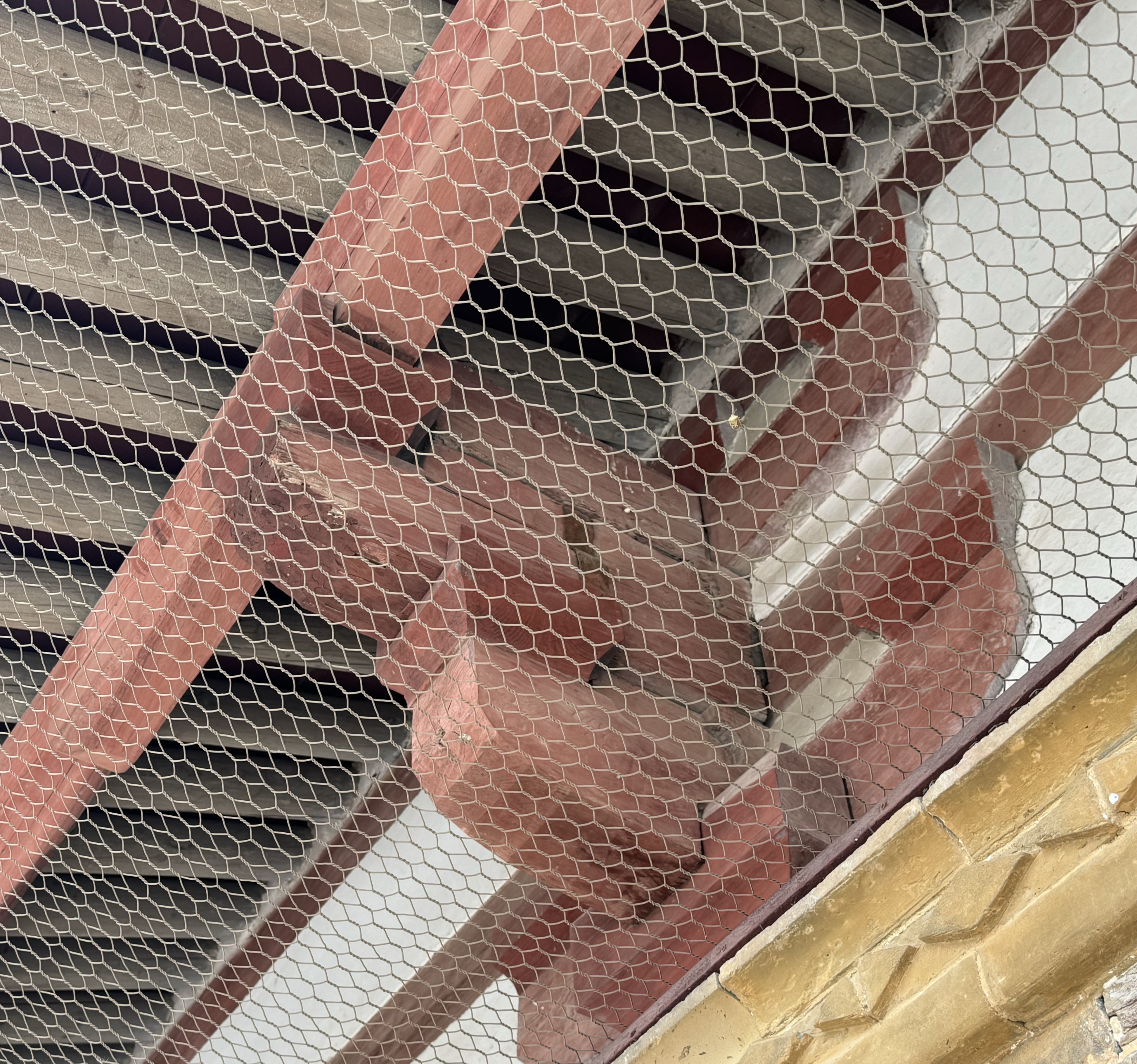
柱头铺作侧照，两跳华拱
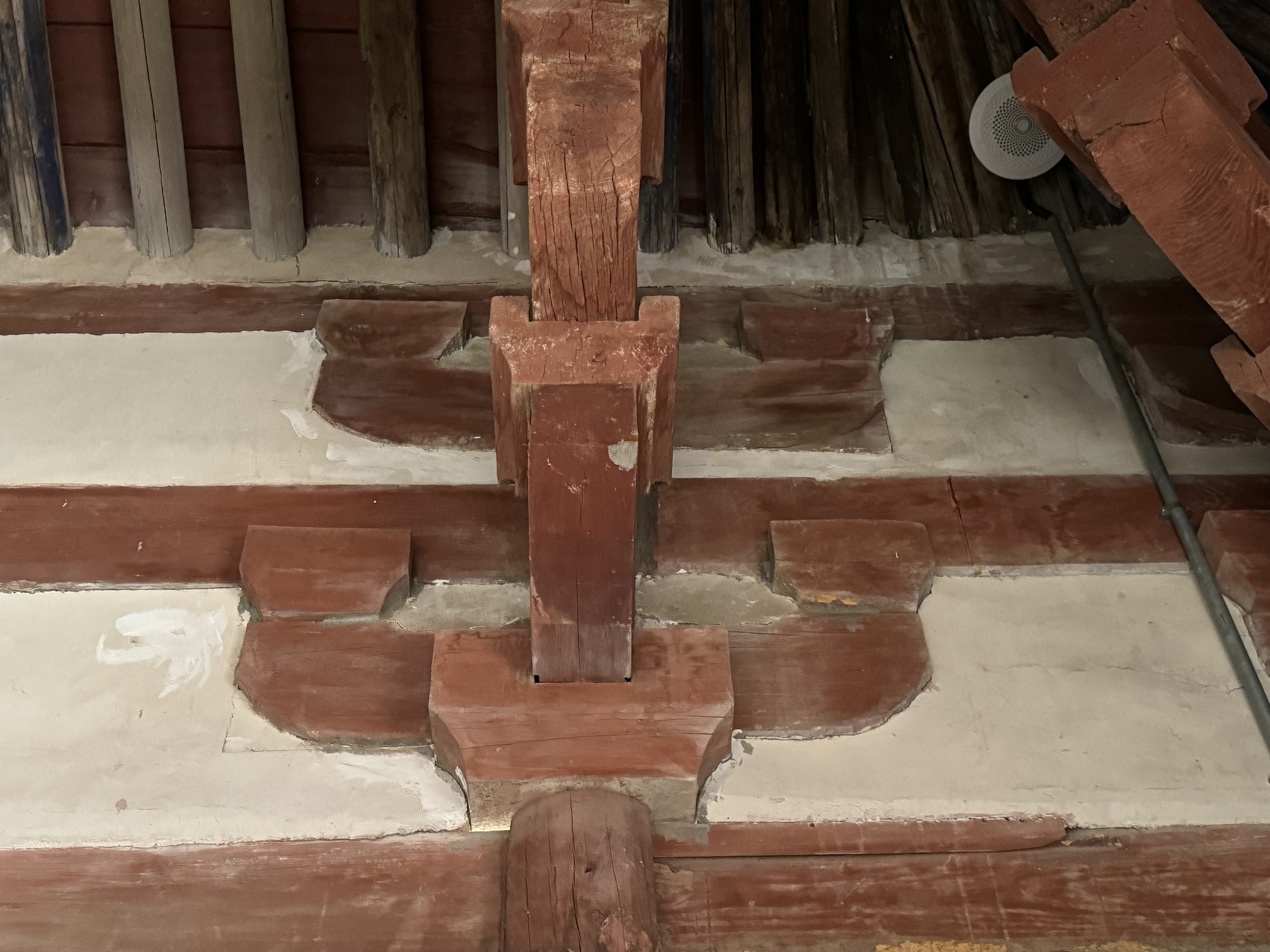
柱头铺作里转
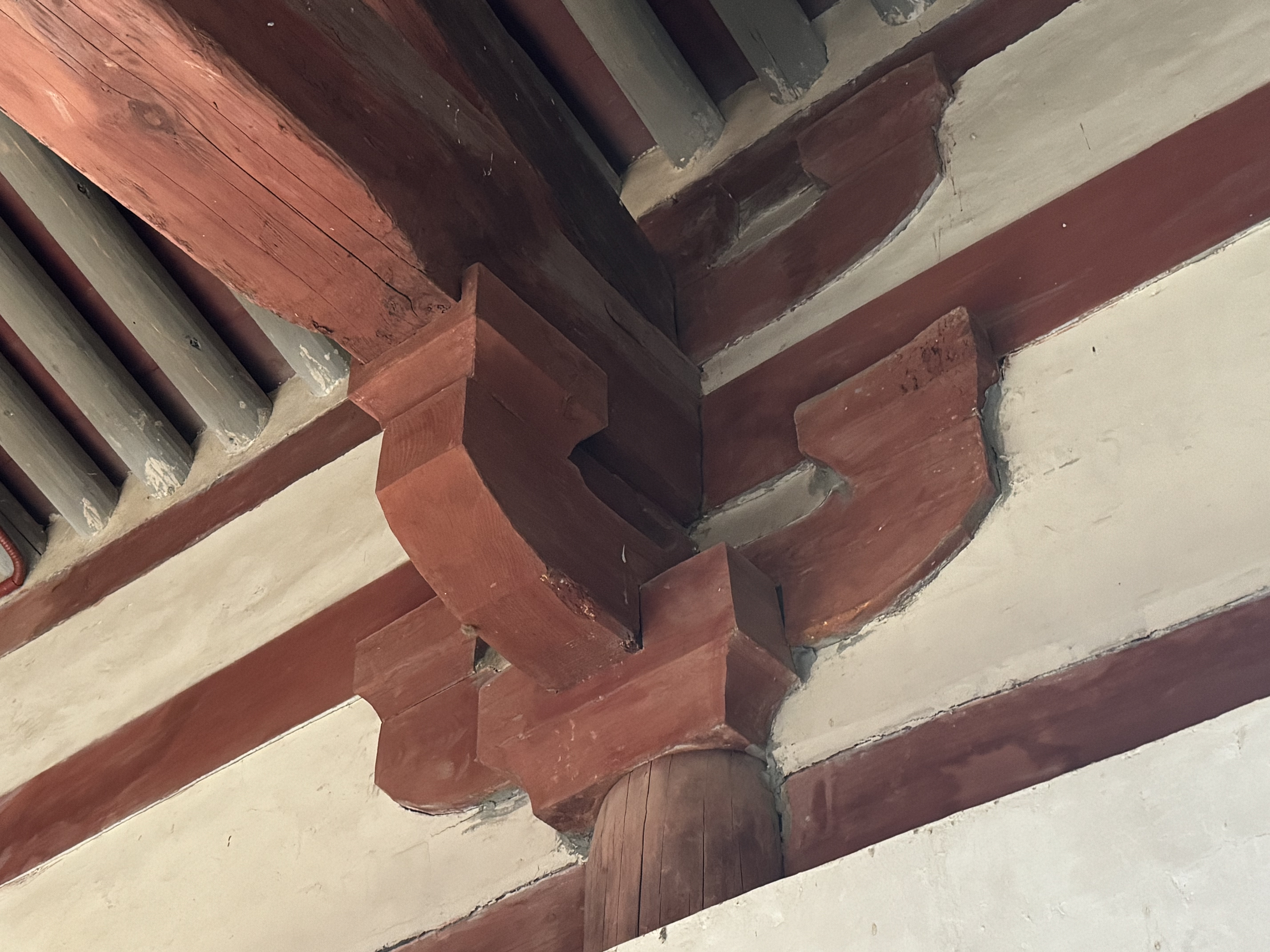
柱头铺作里转
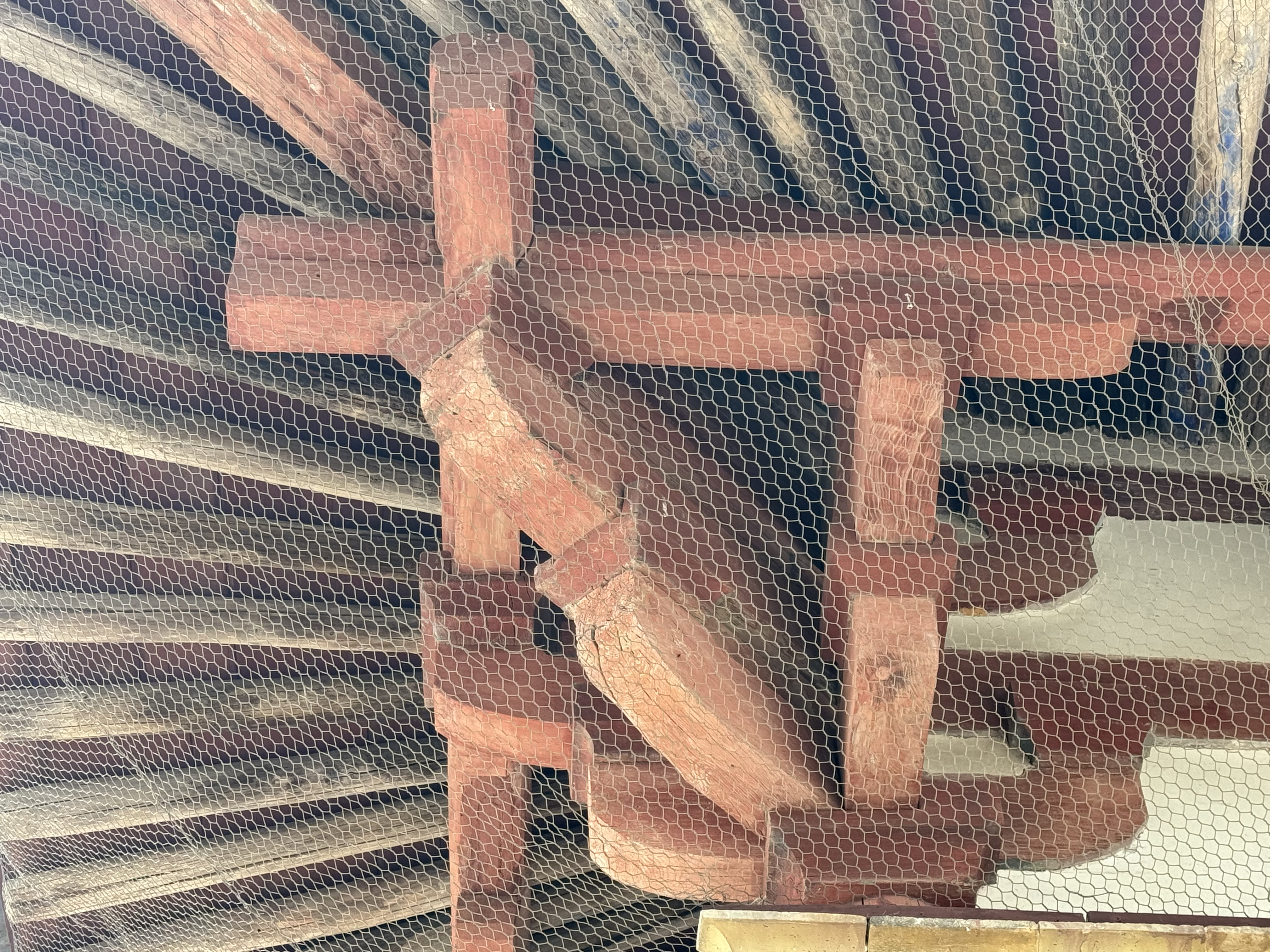
转角铺作
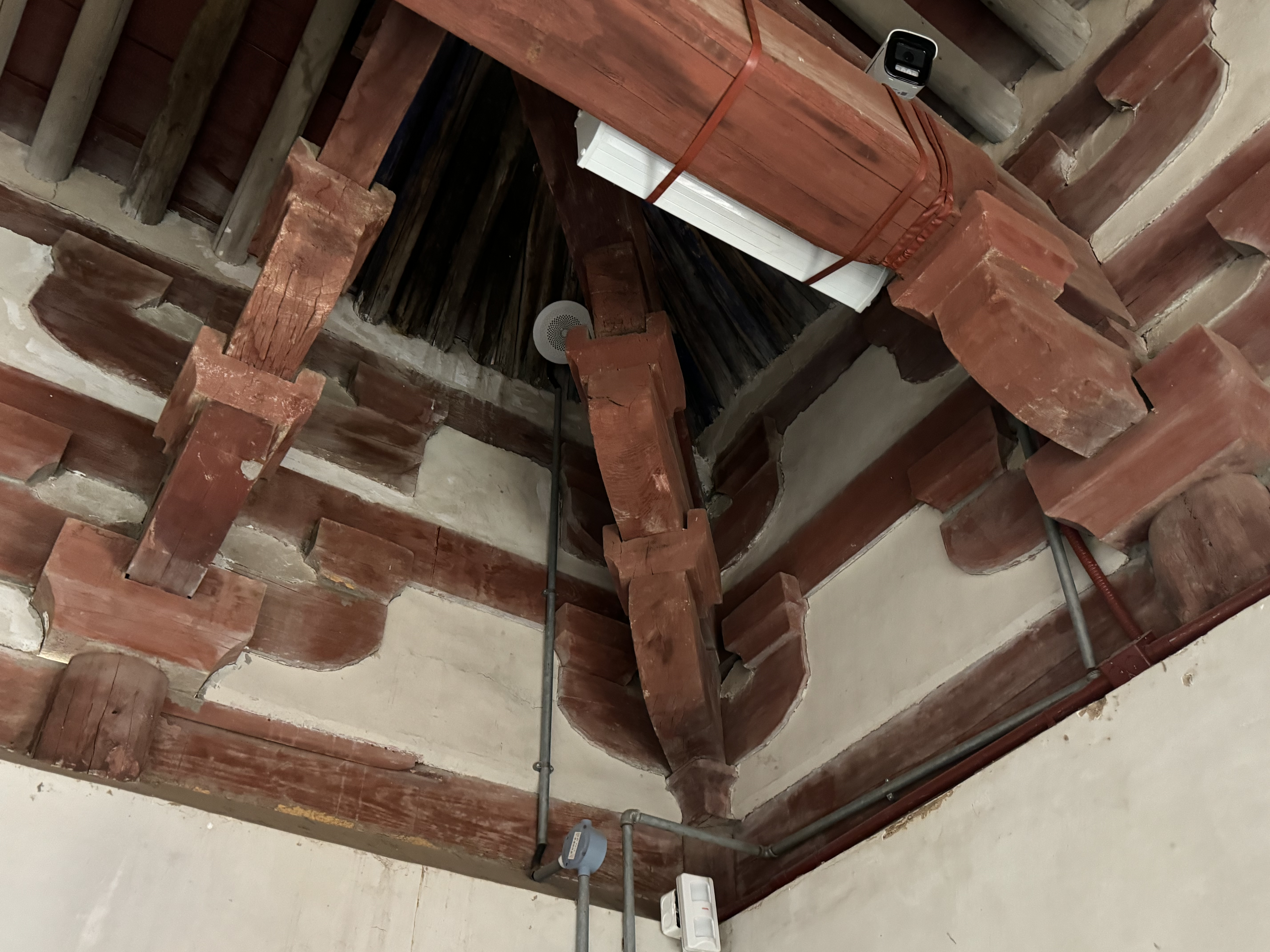
转角铺作里转
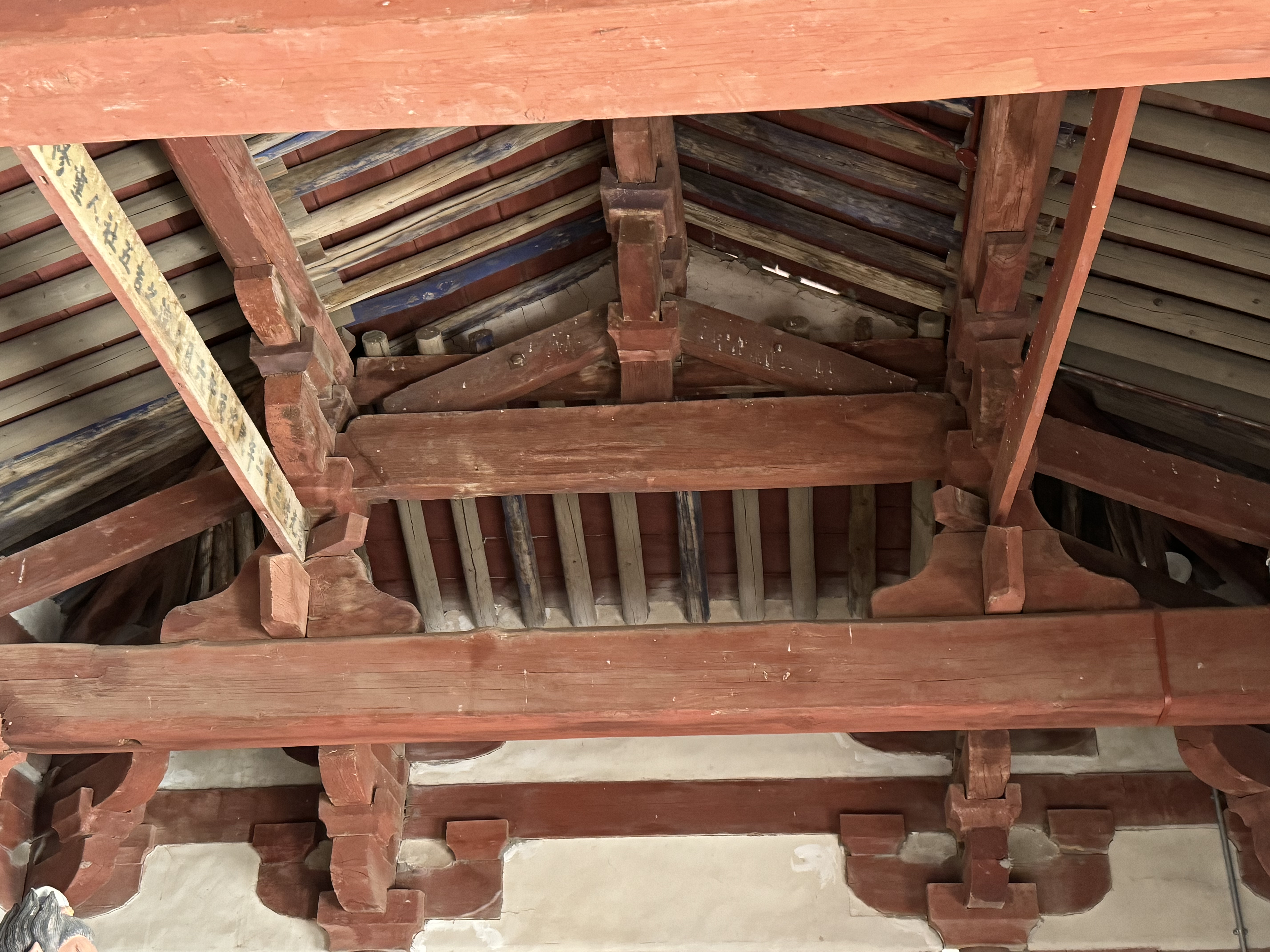
四椽栿梁架
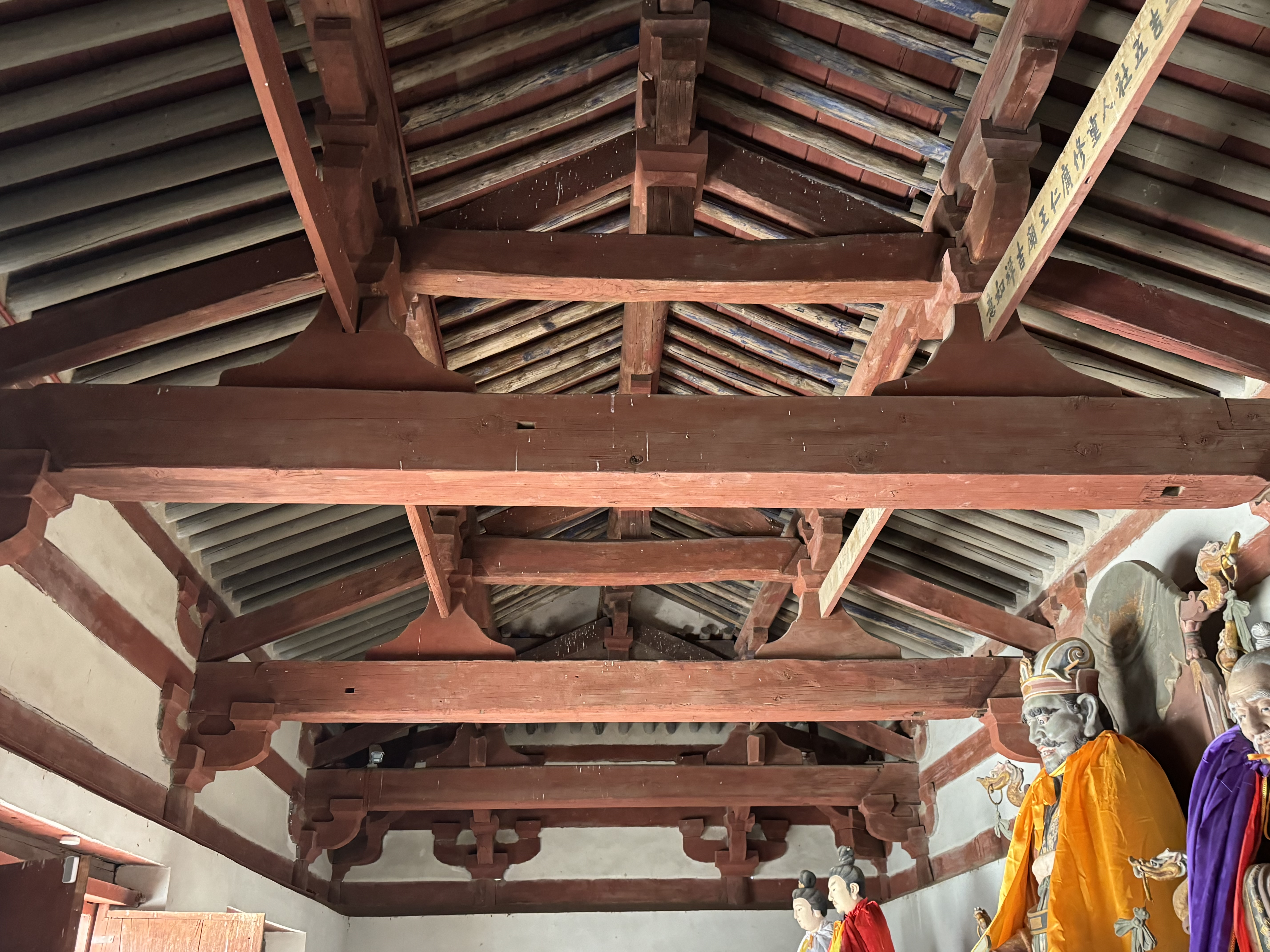
殿内空间
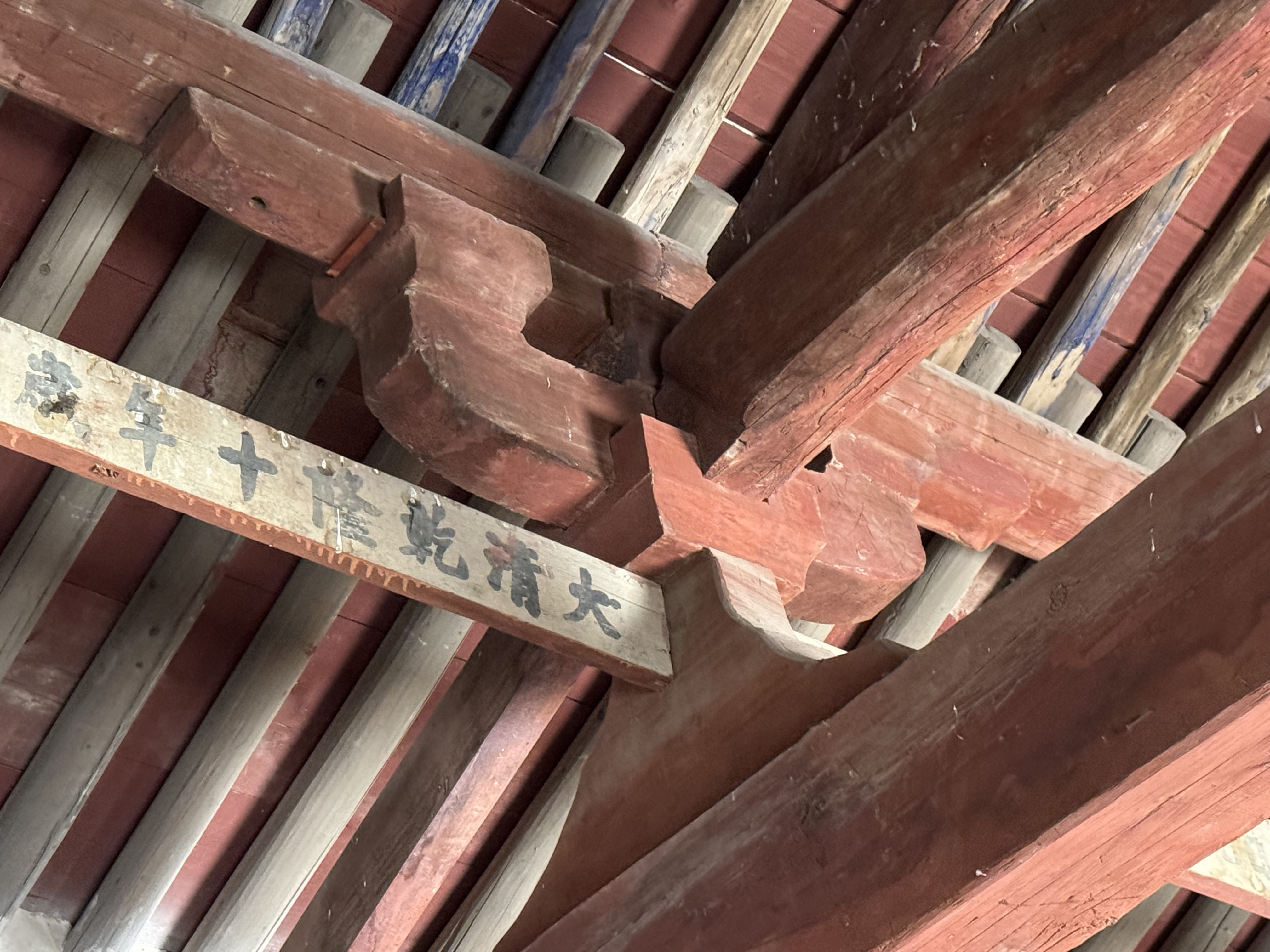
驼峰特写

## 保护
1940年，广仁王庙塑像被日军所毁。
1958年，广仁王庙接受大修。由于当年条件所限，施工人员锯短了正殿的前檐椽，改变了墙体形式，使正殿原有的部分唐代建筑风格丧失。
1965年5月24日，广仁王庙被列为为第一批山西省文物保护单位。
80年代，小学搬离庙宇后，广仁王庙收归文物部门管理。
2001年6月25日，广仁王庙被列为第五批全国重点文物保护单位。
正殿原琉璃鸱吻2010年前被盗，清代戏台镂空雕花阑额2012年被盗。现在二处为后补。
2012年12月4日，嵌在广仁王庙大殿前檐墙下的《龙泉记》石碣被人盗走。犯罪嫌疑人董海康受犯罪嫌疑人李广华委托，纠集犯罪嫌疑人吴佳、尉凯凯驾车潜入龙泉村广仁王庙实施盗窃，事后以3000元的价格将唐碑卖给犯罪嫌疑人李广华，并藏匿于李广华姐姐家中。
2013年，国家文物局投资约250万元对其进行抢修。同年，落架大修正式开工。此次决定修旧如旧，恢复其唐代风貌。2015年1月4日，在历经18个月修缮后重新对外开放。
2016年，万科推出一项名为“龙·计划”的公益众筹活动，钱款用于投资广仁王庙的环境整治。其将广仁王庙空间打造成一个室外古建筑博物馆，同时兼做当地村民活动的公共空间。

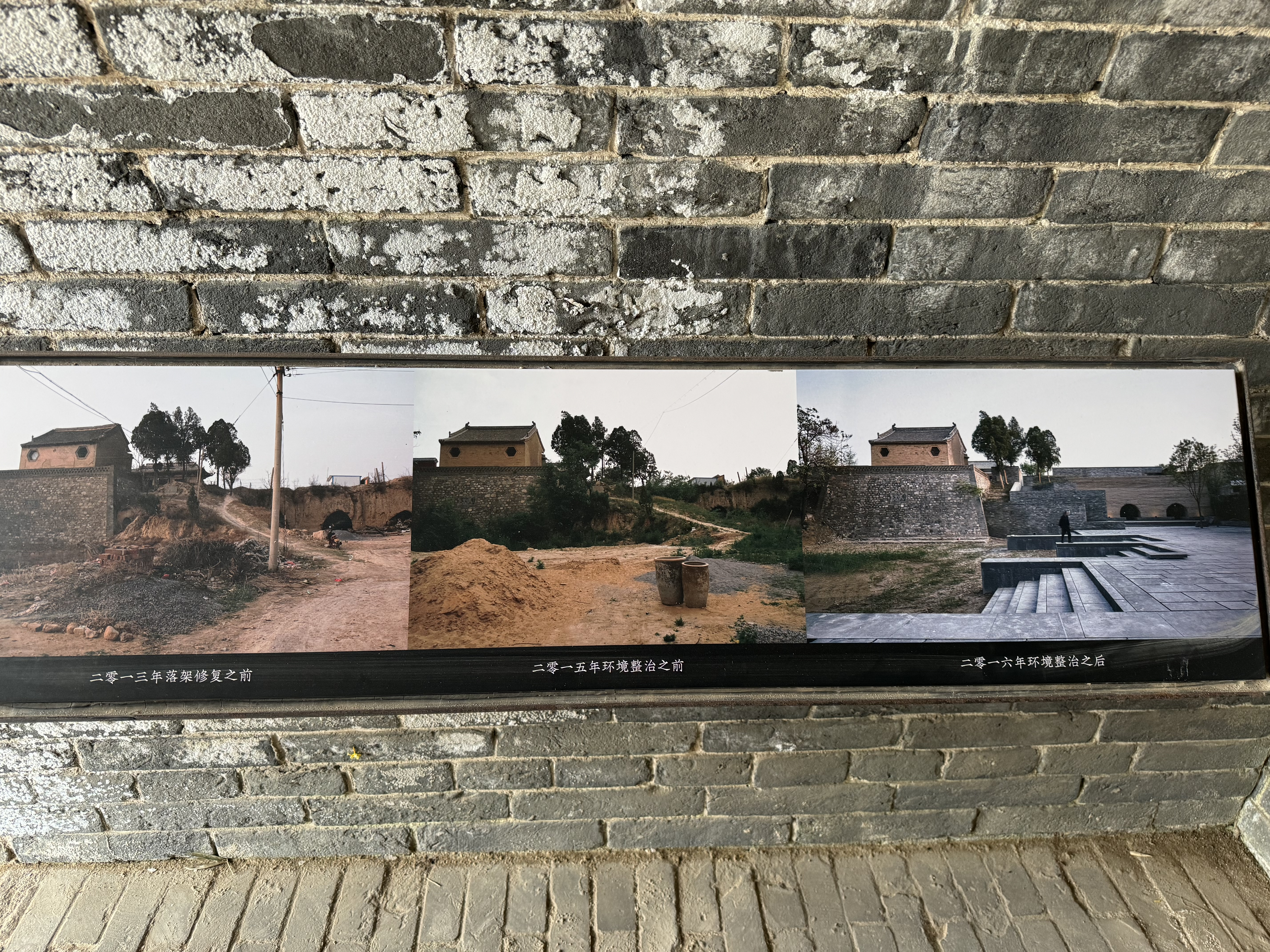
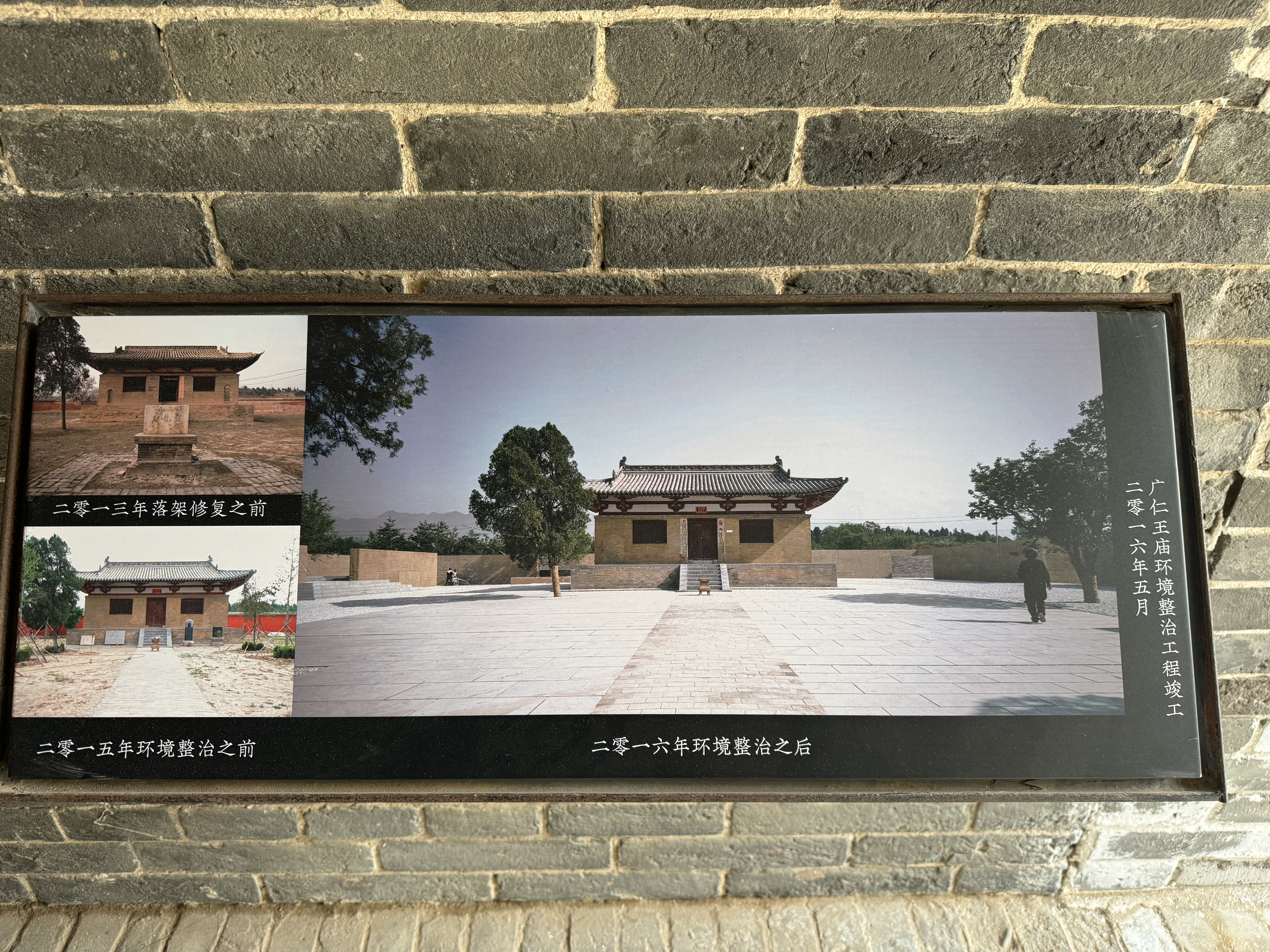